# Nell

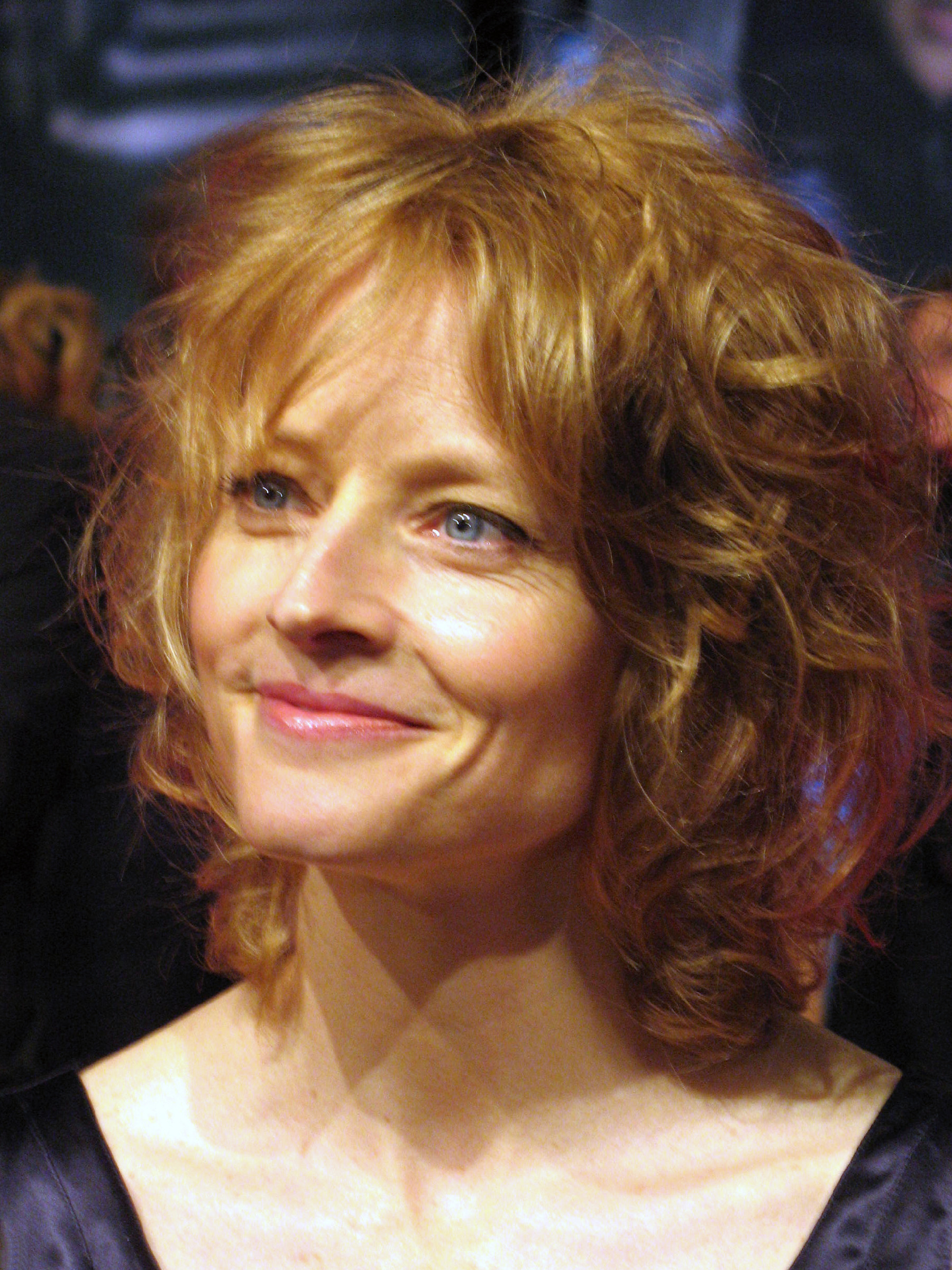
Jodie Foster

Nell is een Amerikaanse dramafilm uit 1994 onder regie van Michael Apted. De film is gebaseerd op het toneelstuk Idioglossia van Mark Handley. In de hoofdrol speelt Jodie Foster een jonge vrouw die voor het eerst in haar leven geconfronteerd wordt met de bewoonde wereld omdat haar moeder een kluizenaar was. Foster werd voor haar rol genomineerd voor een Oscar voor beste vrouwelijke hoofdrol en een Golden Globe voor beste drama-actrice. Een prijs die ze daadwerkelijk won was onder meer de eerste Screen Actors Guild Award voor  een uitstekende prestatie door een vrouwelijke acteur in een hoofdrol.

## Verhaal
Nell is een jonge vrouw die opgroeit ver van de bewoonde wereld. Ze woont daar samen met haar moeder. Na het overlijden van haar moeder komt ze weer in de bewoonde wereld terecht. Daar wordt haar onduidelijke taal en onverklaarbare gedrag snel opgemerkt door de lokale bevolking. De dorpsdokter Lovell die daar ook geen raad mee weet zoekt hulp bij dokter Olsen die gespecialiseerd is in gedragsproblemen bij kinderen.

## Rolverdeling
| Acteur             | Personage                 |
| ------------------ | ------------------------- |
| Jodie Foster       | Nell                      |
| Liam Neeson        | Dr. Jerome "Jerry" Lovell |
| Natasha Richardson | Dr. Paula Olsen           |
| Richard Libertini  | Dr. Alexander "Al" Paley  |
| Nick Searcy        | Sheriff Todd Peterson     |
| Robin Mullins      | Mary Peterson             |
| Jeremy Davies      | Billy Fisher              |
| O'Neal Compton     | Don Fontana               |